# René Sterne
Pour les articles homonymes, voir Sterne (homonymie).
René Vanpijperzeele dit René Sterne, né le 25 août 1952 à Jemappes (province de Hainaut) en Belgique et mort le 15 novembre 2006 aux îles Grenadines où il vivait avec sa famille depuis 1992, est un auteur de bande dessinée belge, connu pour sa série Adler.

## Biographie
René Vanpijperzeele naît le 25 août 1952 à Jemappes. Il doit renoncer à poursuivre une licence en Lettres pour raisons familiales. Il obtient un régendat en français, histoire et morale et l'agrégation de l'enseignement secondaire inférieur de l'école normale de Mons. Il devient d'abord enseignant. Il fait la connaissance de Jean-Claude Derudder, Yves Amatéis, Antonio Cossu et Philippe Drumel. Il entre au Kloak Group Théâtre et fréquentera la section arts plastiques qui l'attire. Puis, il abandonne le métier après six ans et se lance dans la bande dessinée pour vivre « autre chose ». Il est conseillé dans ce domaine par son épouse Chantal De Spiegeleer. Il est le dessinateur et scénariste de la série Adler.
L'Avion du Nanga, premier album de la série Adler est prépublié dans Le Journal de Tintin sous le pseudonyme de Nemo — qui évoque à la fois Vingt Mille Lieues sous les mers et Winsor McCay — en 1985. L'album, ainsi que les suivants, paraissent sous le nom définitif de René Sterne (en référence à la sterne) aux Éditions du Lombard.
Sa ligne claire et l'épure de ses dessins n'atténuent pas le sérieux qu'il met en œuvre dans chacun de ses albums.
Parallèlement à la bande dessinée, il signe un recueil de nouvelles ainsi qu'un roman d'aventures d'Adler : Rio Negro publié aux Éditions Labor.
Il travaillait également, en collaboration avec Jean Van Hamme, à la création d'un nouvel album des aventures de Blake et Mortimer : La Malédiction des trente deniers. Il décède avant d'avoir terminé cet album et c'est son épouse Chantal De Spiegeleer qui achève de le dessiner.
Les dix albums d'Adler ont été réédités sous forme de deux intégrales aux éditions Le Lombard en novembre 2008.
René Sterne meurt le 15 novembre 2006, à l'âge de 54 ans à Union (île des Antilles).
Il a eu une forte influence sur Cosey .

## Publications

### Albums de bande dessinée
- Blake et Mortimer - La Malédiction des trente deniers[20], scénario de Jean Van Hamme, dessin de lui-même (pages 1-29) et Chantal De Spiegeleer (à partir de la page 30), premier tome publié en 2009.
- Flash Back[21], Comic! Events, août 1995
Scénario : collectif - Dessin : collectif dont René Sterne - Couleurs : noir et blancCe Flash Back a été réalisé en collaboration avec Bédécine Illzach et édité à l'occasion du 10e Festival BD Coxyde (15 juillet au 6 août 1995) à 1 500 exemplaires numérotés à la main. Rares textes et titres des séries en deux langues : français et flamand. D/1995/6941/06. Format à l'italienne.

### Littérature jeunesse
- Adler : Rio Negro (roman), Bruxelles, Éditions Labor, coll. « Espace nord junior » (no 8), 1997, 240 p. (ISBN 2-8040-1171-2)
- La Dérive du Charlène, Bruxelles, Éditions Averbode, coll. « Récits-Express » (no 1), 2002, 32 p. (ISBN 2-87415-206-4)

## Prix
- 1989 :  prix Bloody Mary pour Adler t. 2 : Le Repaire du Katana[22] ;
- 1997 :  prix de la meilleure série au Festival Bédéciné d'Illzach[23] pour Adler.

#### Livres
: document utilisé comme source pour la rédaction de cet article.
- Jean-Louis Lechat, Un demi-siècle d’aventures t. 2 : 1970 - 1996, Bruxelles, Le Lombard, 5 décembre 1996, 224 p., ill. ; 31 cm (ISBN 280361233X, OCLC 37995939, BNF 37539082, présentation en ligne), p. 124, 126, 143, 168. .
- Henri Filippini, « Sterne, René », dans Dictionnaire de la bande dessinée, Paris, Bordas, 2005, 912 p., ill. ; 27 cm (ISBN 9782047299708 et 2047299705, OCLC 1009545288, présentation en ligne), p. 869. .
- Jacques Fiérain, « Sterne, René », dans La BD dans la province du Hainaut, Charleroi, Éd. l'Âge d'or, septembre 2006, 96 p., ill. ; 31 cm (ISBN 9782960046458 et 2960046455, OCLC 469651838, présentation en ligne), p. 39. .
- Patrick Gaumer, « Sterne René », dans Dictionnaire mondial de la BD, Paris, Larousse, 2010, 953 p., ill. ; 27 cm (ISBN 978-2-0358-4331-9 et 2-0358-4331-6, OCLC 920924930, présentation en ligne), p. 806. .

#### Périodiques
- Jean-Louis Lechat, « Les invités - Les Maudits, 8e album d'Adler (Le Lombard) : R. Sterne : "Je veux provoquer un électrochoc." », La Lettre - L'officiel de la bande dessinée, Dargaud, no 44,‎ novembre - décembre 1998, p. 24-25.

#### Articles
- René Sterne (interviewé par Didier Pasamonik), « René Sterne : « Je fais de la BD, nom de Dieu ! » », ActuaBD,‎ 16 mai 2004 (lire en ligne, consulté le 2 octobre 2023)
- Nicolas Anspach, « Décès brutal de René Sterne, le créateur d’Adler », ActuaBD,‎ 16 novembre 2006 (lire en ligne)
- Nicolas Anspach, « « La Malédiction des trente deniers », l’album maudit de Blake & Mortimer, s’achève enfin », ActuaBD,‎ 13 septembre 2009 (lire en ligne).

### Vidéographie
- [vidéo] « Chantal De Spiegeleer et René Sterne », sur YouTube